# Abyssocythereis
Abyssocythereis is een geslacht van kreeftachtigen uit de klasse van de Ostracoda (mosselkreeftjes).

## Soorten
- Abyssocythereis sulcatoperforata (Brady, 1880) Schornikov, 1975
- Abyssocythereis vitjasi Schornikov, 1975